# Taeniophyllum amboinense
Taeniophyllum amboinense är en orkidéart som beskrevs av Johannes Jacobus Smith. Taeniophyllum amboinense ingår i släktet Taeniophyllum och familjen orkidéer. Inga underarter finns listade i Catalogue of Life.